# クロスアカウント
『クロスアカウント』は、伊達恒大による日本の漫画作品。『週刊少年ジャンプ』（集英社）2017年29号から2018年7号まで連載された。
SNSを題材にしたラブコメ漫画で、SNSの匿名アカウントのみで自分の本性を曝け出す男子高校生・玉梨大地と、同じくオタクの本性を隠して活動を続ける人気女優・皐月菜乃花の二人の恋模様を中心として描かれる現代青春物語。

## あらすじ
主人公の高校1年生玉梨 大地は、クラスではいじられキャラとして定着しており、人畜無害であるため『無害君』と呼ばれていた。しかし、そんな彼はSNS上では『有害君』というアカウント名で、漫画・ゲーム・アニメ系のフォロワーの支持を得ていた。
ある日、新進気鋭の人気女優・皐月 菜乃花が、有害君のアカウントにメッセージを相互フォロワー希望の送ってくる。今をときめく彼女は、裏では重度のオタク趣味であり、同じオタク趣味の友人を求めていたのだ。それ以降、SNSメッセージを介して親友として交流していく。
そんな中、大地の幼馴染で、学園内のアイドル的存在の高峰 真麻は、男子生徒たちから盗撮被害に遭いそうになったところを、大地に助けられたことから、大地に恋愛感情を抱くようになる。

## 登場人物
玉梨大地（たまなし だいち）
本作の主人公。地味な理由で女子にまともに異性扱いされない『無害君』と呼ばれる。クラスではいじられキャラとして定着してしまった。そんな中、SNSを始め、毒舌キャラの『有害君』というアカウントで活動している。
皐月菜乃花（さつき なのか）
本作のヒロイン。高校一年にして女優として活動している。好きな女性芸能人ランキングはダントツの一位。校内や仕事現場では完璧なほどの有能さを見せる反面、実家での私生活はズボラの極みのような激しい二面性を持つ。SNSでは、ネナベとして振る舞い、『くそみそ男』のアカウント名で使用している。
高峰真麻（たかみね まお）
大地と同じクラスで幼なじみ。高校一年にしてバレー部のエースとして活躍し、男女問わず人気を得ている。 大地は、長年に渡り自身をイジり倒してきた真麻にあまり良い印象を持っておらず、日常を壊す天敵と認識している。実は陥没乳首の持ち主。

## 書誌情報
- 伊達恒大『クロスアカウント』集英社〈ジャンプ・コミックス〉、全4巻
  1. 仮想×現実2017年10月4日発売[2]、ISBN 978-4-08-881264-9
  2. 女優×親友2017年12月4日発売[3]、ISBN 978-4-08-881290-8
  3. 夢人×今人2018年3月2日発売[4]、ISBN 978-4-08-881343-1
  4. 現実×2人2018年3月2日発売[5]、ISBN 978-4-08-881383-7